# 宝蔵寺 (上田市)
宝蔵寺（ほうぞうじ）は、長野県上田市にある浄土宗の寺院。山号は瀧洞山。

## 歴史
寺伝では、観音堂（岩谷堂）は承和元年（834年）に円仁によって創建された。本尊の聖観世音菩薩は、安永5年（1776年）建立の本尊に安置されているが、それ以前は本堂裏の｢奥の院｣と呼ばれる洞窟の中にあった。寛政9年（1797年）には大出水により石垣が崩壊し、修復の寄進が行われ、寄進帳の中には雷電為右衛門の署名がある。
寺の前を通る道は中世の鎌倉街道、寺の裏山は依田城跡で、治承5年（1181）木曽義仲が挙兵出陣に際し、岩屋堂で戦勝を祈願し、馬で登った道が今でも｢馬大門｣として伝わっている。また｢義仲桜｣(樹齢約800年)と呼ばれる手植えの桜が残っている。
平家滅亡後、藤原景清は仇討のため旅の僧に扮して鎌倉に向かう途中、当寺に立ち寄り、守護仏の千手観音を奉納したと伝わり、その遺品の軍旗が隠岐国の大満寺から寄贈された。